# Сршен, Ана
Ана Сршен (хорв. Ana Sršen) — первая видная паралимпийская пловчиха современной Хорватии, позднее тренер и основатель плавательного клуба «Нататор» (хорв. Natator). За годы соревнований по плаванию она побила несколько европейских рекордов, по окончании спортивной карьеры работала также спортивным чиновником.

## Биография
В возрасте 12 лет в связи с развившимся раком Ане ампутировали ногу. Однако она не отказалась от физической активности, для чего переехала в Лондон, чтобы тренироваться в более профессиональных условиях. В 1998 году она стала рекордсменкой мира на дистанции 100 метров брассом, в 2002 году установила два мировых рекорда на международных соревнованиях в Загребе: на дистанциях 200 м и 800 м вольным стилем. За свою карьеру она приняла участие в четырёх Паралимпийских играх: в 1996, 2000, 2004 и 2008 годах, при этом на играх 2008 года, ставшими для неё последним крупным международным стартом, она участвовала лишь спустя 4 месяца после рождения сына.
Ана Сршен возглавляет плавательный клуб «Нататор», один из лучших клубов для нового поколения паралимпийских пловцов.
В 2006 году она основала Хорватскую федерацию паралимпийского плавания (хорв. Hrvatski plivački savez osoba s invaliditetom) и руководила ею в течение 12 лет; в настоящее время является вице-президентом Хорватского паралимпийского комитета.
Сршен часто выступает за более доступную, социально справедливую и демократическую спортивную систему для всех, включая выступления в средствах массовой информации: на телевидении, в печатных и онлайн-СМИ, которые повышают узнаваемость спортсменов с ограниченными возможностями.

## Награды
В 1997 году Ана Сршен была удостоена Государственной премии Франьо Бучара в области спорта, высшей наградой, которой в Хорватии отмечаются выдающиеся достижения и значительный вклад в развитие спорта в стране.

## Личная жизнь
Ана Сршен замужем за Борисом Шушковичем, основателем магазинов «WOLF Sport» и «Shoe Be Do», у пары двое детей.
В 2007 году Сршен потеряла своего младшего брата-подростка из-за автомобильной аварии на острове Млет, где проживает её семья. В честь него она основала фонд, а также выступила за улучшение транспортной инфраструктуры на этом отдаленном острове.